# Pieter Corneliszoon Hooft
Pieter Corneliszoon Hooft (Amsterdam, 16 maart 1581 – Den Haag, 21 mei 1647) was een Nederlandse dichter, toneelschrijver en historicus, alsmede drost van Muiden en baljuw van Naarden. Hooft werd de meest karakteristieke exponent van de renaissance in Nederland en introduceerde de renaissancistische vormen in de Nederlandse literatuur. In het eerste kwart van de zeventiende eeuw schiep Hooft zowel in de lyriek als in het drama de modelwerken waaraan de andere literatoren zich zouden optrekken. Literatuurcriticus Kees Fens noemde hem 'de eerste moderne dichter' in de Nederlandse taal.
Voorzien van een gedegen opleiding reisde Hooft, die vermoedelijk dan al zijn eerste toneelstuk Achilles en Polyxena had voltooid, van 1598 tot 1601 door Frankrijk en Italië. Na terugkeer voltooide hij in 1606 zijn rechtenstudie en beleefde enkele amoureuze avonturen voordat hij in 1610 Christina van Erp huwde. Zijn benoeming tot baljuw van Gooiland in 1609 gaf hem de gelegenheid zich op het Muiderslot te vestigen, waarvan hij een intellectueel-artistiek centrum maakte, dat in de negentiende eeuw de Muiderkring genoemd werd. Ook werden de taalkundige kwesties die Hooft bezighielden besproken, zoals spelling, naamvalsleer, en een zuivere woordkeus. In 1615 overleed een van zijn vier kinderen; nadat in de jaren van 1620 tot en met 1624 ook zijn andere kinderen en zijn echtgenote overleden, raakte Hooft in een diepe crisis, waaraan een einde kwam toen hij in 1627 een tweede huwelijk sloot, met weduwe Leonora Hellemans, die twee dochters meenam. Uit dit huwelijk werden een dochter en een zoon geboren. Zijn resterende jaren wijdde hij aan zijn bestuurlijke taken en het schrijven van zijn belangrijk, doch onvoltooid gebleven 27-delig geschiedkundig werk de Nederlandsche Historien, dat de geschiedenis van de Nederlandsen sinds 1555 en daarmee een groot deel van het verloop van de Tachtigjarige Oorlog beschrijft.
In het begin van de zeventiende eeuw schreef hij veel sonnetten en liefdesliederen, in 1611 verschenen in Hoofts debuutbundel Emblemata amatoria, waarmee hij die genres in het Nederlands introduceerde. Zij blinken uit door de combinatie van oorspronkelijkheid en beheersing van conventie, en frisheid aan diepgang. De verbinding van volkse kracht met het vermogen om schoonheid te scheppen stempelen hem tot 'onze renaissancist bij uitstek'. Hooft baseerde zich op Italiaanse modellen. In 1605 schreef hij de pastorale tragedie Granida, naar de herdersspelen van Guarini en Tasso. Met zijn Senecaanse tragedie Geeraerdt van Velsen uit 1613 introduceerde hij de eenheid van plaats in het Nederlandse drama. De komedie Warenar uit 1616, zijn bekendste werk, is gebaseerd op Aulularia van Plautus. In 1618 begon Hooft aan zijn eerste historische werk, de biografie van Hendrik IV van Frankrijk: Hendrik de Groote, zijn leven en bedrijf verscheen in 1626 en leverde hem in 1639 een Franse riddertitel op. Van 1629 tot 1636 vertaalde hij Tacitus, bij wijze van vingeroefening voor de Nederlandsche Historien, het grote geschiedwerk waaraan hij in 1628 was begonnen. De eerste twintig boeken daarvan waren in 1638 voltooid en verschenen in 1642. Ten tijde van zijn overlijden in 1647 waren nog eens zeven boeken van dit project gereed.

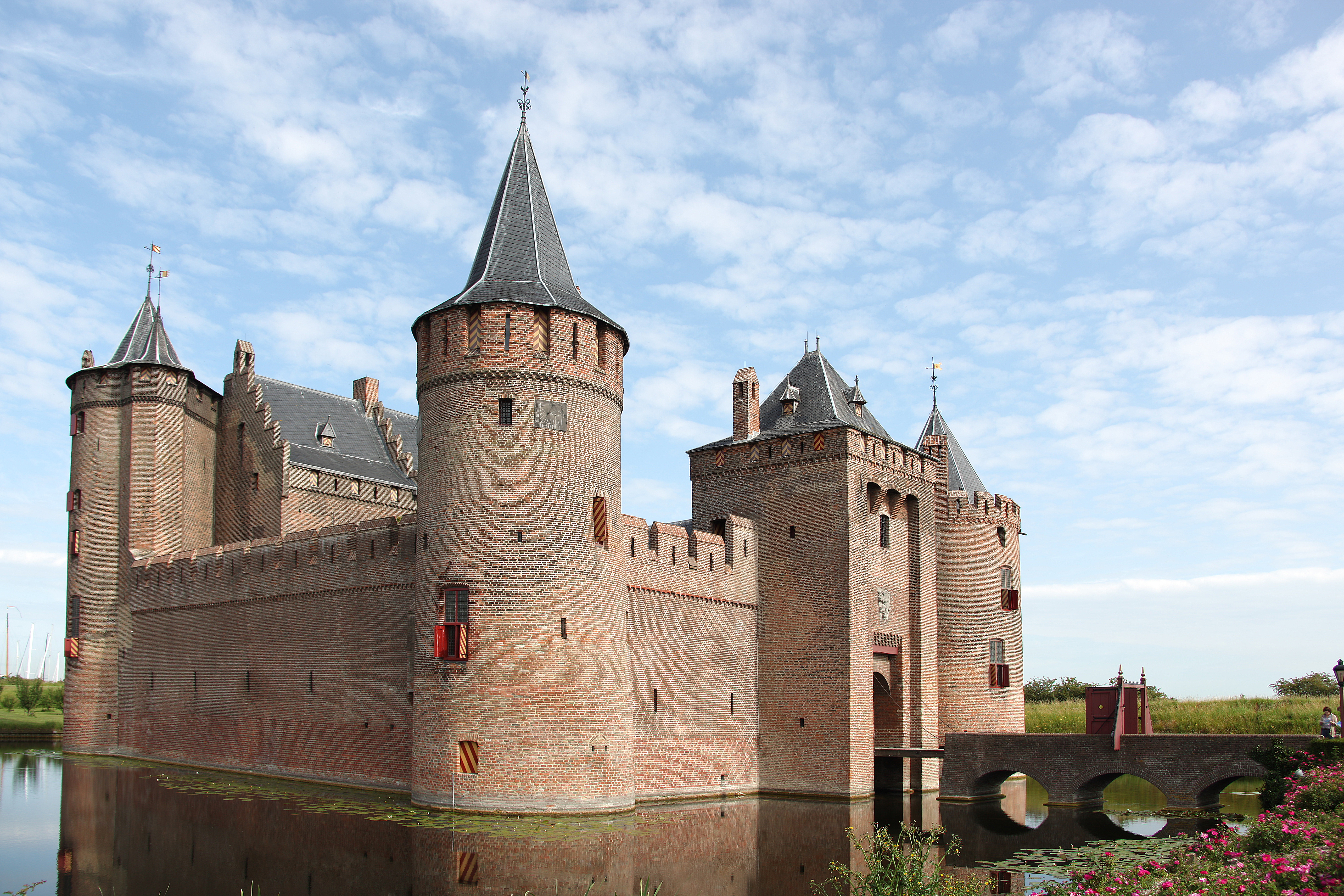
Het Muiderslot

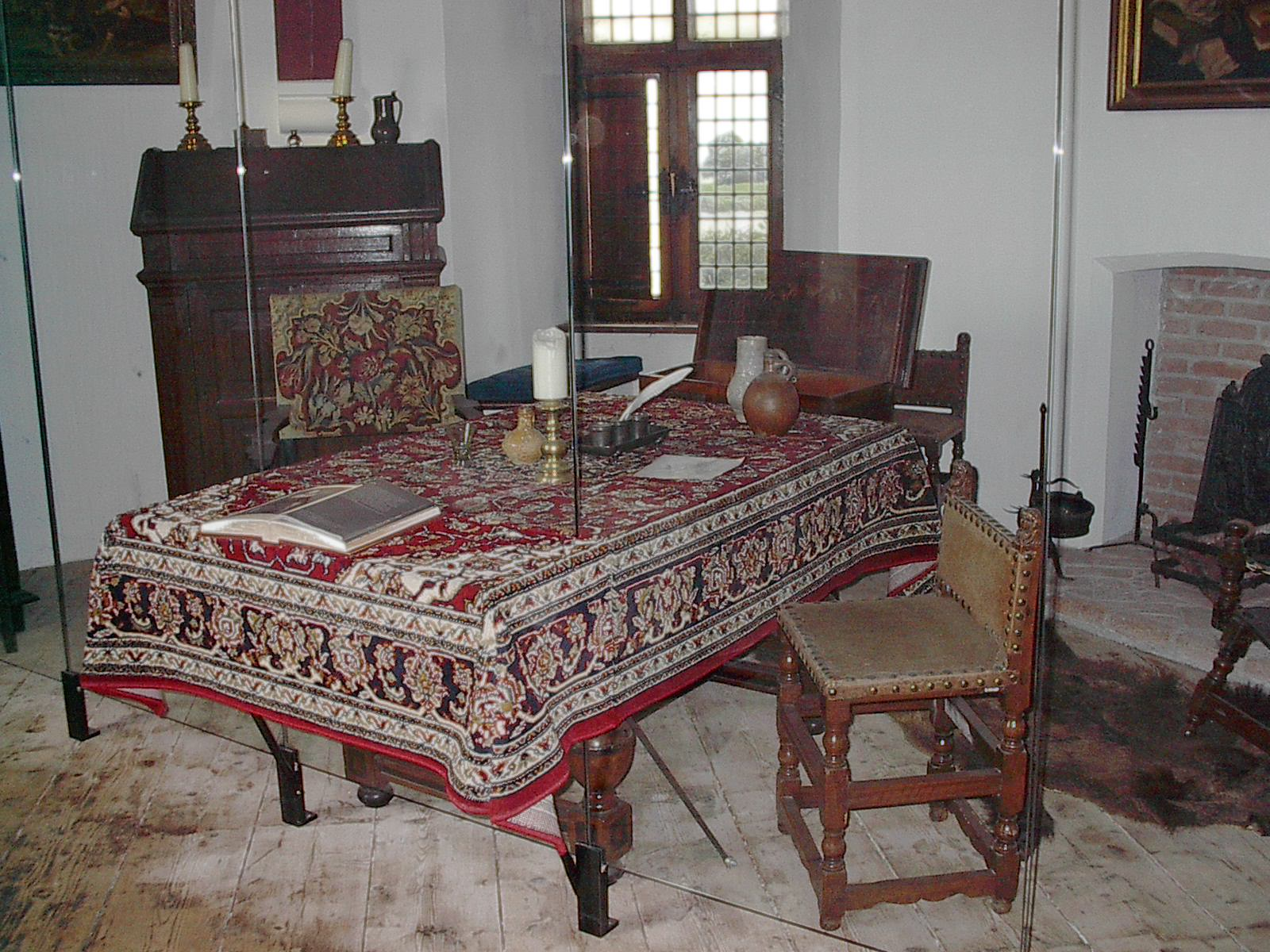
Werkkamer van P.C. Hooft op het Muiderslot

## Levensloop

### Jeugd (1581-1598)
Pieter Corneliszoon Hooft werd op 16 maart 1581 in Amsterdam geboren als oudste kind van de koopman en schepen Cornelis Pieterszoon Hooft en Anna Jakobsdochter Blaeu. Zijn ruimdenkende vader was niet aangesloten bij een kerkgenootschap en beleed een onleerstellig christendom, zijn moeder kwam uit een familie van doopsgezinden. Zes jaar bleef hij enig kind, toen kwamen eerst twee zusters en daarna twee broers. In 1588 werd zijn vader Cornelis gekozen in het college van vier burgemeesters. Hoofts geboortehuis, de burgemeesterswoning, stond op de Nieuwendijk bij de Haarlemmersluis. Hij groeide op in het haringpakkerskwartier aan de IJ-kant. Zijn overgrootvader was nog schipper, maar veertien van Hoofts ooms en neven waren koopman, waarvan elf in Amsterdam. Van vaderskant zaten er zes in raad of vierschaar. Hooft werd opgevoed in een tolerant humanistisch milieu. Als burgemeesterszoon raakte hij al jong op de hoogte van de stedelijke en landelijke politiek, en van de tegenstellingen op godsdienstig terrein.
Over zijn vroegste scholing is niets bekend. Biograaf Hella Haasse suggereert dat deze begonnen moet zijn rond 1585, het jaar dat de naburige Herengracht gegraven werd, en dat Hooft wellicht onderricht werd door een van de uit Antwerpen afkomstige intellectuelen die een goede onderwijsreputatie hadden omdat ze ook Frans en geschiedenis op het lesrooster hadden staan. Zijn vader wilde Hooft zo goed mogelijk op de Latijnse school voorbereiden.
Wanneer Hooft de Latijnse school begon te doorlopen, is niet bekend. De school was gevestigd aan een veertiende-eeuws pand aan de Oudezijds Voorburgwal en omdat dat onderkomen te klein geworden was, verhuisde de school in 1594 naar de Agnietenkapel. Het vertalen van klassieke schrijvers als Homerus, Cicero, Seneca en Tacitus leidde tot een eerste creatieve impuls: het toneelstuk Achilles en Polyxena moet Hooft op veertien- tot zestien-jarige leeftijd geschreven hebben. Het werd opgevoerd in de rederijkerskamer waarvan zijn vader lid was, 'In Liefde bloeyende'. Hoofts eerste biograaf Gerard Brandt vermeldt dat Hooft nog voor 1600 'ettelijke jaren' studie in Leiden volbracht. Veel kenners zijn van mening dat Brandt zich in de datering vergist, maar volgens Haasse is dit plausibel, omdat het ongebruikelijk was na het vijftiende nog op de Latijnse School te zitten en de in 1575 opgerichte universiteit van Leiden in 1592 een academisch toelatingsexamen verplicht stelde waarop Hooft zich wellicht wilde voorbereiden. Mogelijk ging het om een internaat, waar Frans en Italiaans, naast een cultuurtaal ook de belangrijkste internationale taal van het bankwezen. In elk geval kon Hooft in 1598 sonnetten van Petrarca uit het Italiaans vertalen en was hij op de hoogte van de eigentijdse Franse literatuur. Als Hooft inderdaad al voor 1600 in Leiden onderwijs volgde, zou dit ook Brandts mededeling verklaren dat Hooft in Leiden met Hugo de Groot bevriend raakte.

### Verblijf in Italië (1598-1601)
Na de Latijnse School werd hij door zijn vader, zoals gebruikelijk was met zonen uit gegoede families, een educatieve reis naar Frankrijk en Italië gestuurd, de zogeheten grand tour. Deze reis zou drie jaar duren en ving aan toen Hooft zeventien was. Op 4 juni 1598 vertrok hij per schip naar La Rochelle in de Golf van Biskaje, waar hij vermoedelijk bij zijn neef Pieter Jansz. Hooft op het handelskantoor werkte. Op vier februari 1599, zo begint hij zijn Reisheugenis, trok hij verder naar Italië en ging via Marseille naar Genua en vandaar naar Padua, waar hij een maand verbleef. Vervolgens bracht hij drieënhalve maand in Venetië door, waar zijn vader vermoedelijk handelsbelangen had, en daarna een maand in Rome en nog een maand in Napels. Hoewel hij een omweg maakte om in Livorno te geraken, bleef hij er slechts één dag, en daarna zeven maanden in Florence en nog eens vijf maanden in Venetië. In zijn Reis-heuchenis noteert hij bezienswaardigheden, zij het nauwelijks iets over de beeldende kunsten en helemaal niets over het landschap. Ook maakt hij aantekeningen over de bestuurlijke inrichting van de regio, maar noteert helemaal niets over de handel. Naar Hoofts biograaf H.W. van Tricht vermoedt, moet Hooft zich tijdens de reis bewust zijn geworden van het verschil tussen de actieve handelsgeest van zijn familieleden en zijn eigen studieuze, contemplatieve natuur.
De reis eindigde met zijn thuiskomst op 8 mei 1601. De bedoeling was dat hij zich zou voorbereiden op een toekomstige handelscarrière door het leggen van contacten. De jonge Hooft raakte tijdens zijn reis echter dermate gefascineerd door de kunst van de Italiaanse renaissance, dat hij de rest van zijn leven hoofdzakelijk aan het beoefenen van kunst zou wijden. Zijn eerste toneelstuk Achilles en Polyxena moet reeds rond 1598 geschreven zijn.

### De Eglentier
Hooft was lid van de Amsterdamse rederijkerskamer de Eglentier, die In Liefde bloeyende als zinspreuk had. Ook daar drongen de vernieuwingen van de literaire renaissance door. Hooft zal er ongetwijfeld toen al mee in aanraking zijn gekomen. Maar pas tijdens zijn grand tour leerde hij de nieuwe poëzie echt kennen. Na zijn terugkeer vond zijn talent in de kamer ruimte voor ontplooiing. In 1602 nam hij de leiding over van de naar Alkmaar verhuisde Hendrik Laurensz. Spiegel. In de loop der jaren kwamen mede door de professionalisering van de kamers spanningen op tussen de traditionele amateuristische leden en de moderne toneelauteurs. Hooft probeerde deze te verzoenen, maar verliet de kamer in 1617, met onder meer Bredero.
Hooft ambieerde niet het koopmanschap van zijn vader, maar eerder een bestuursambt. Ter voorbereiding daarop studeerde hij twee jaar, van 1606 tot 1607, rechten en letteren aan de universiteit van Leiden, een studie die hij voor zover bekend niet afmaakte omdat het slechts om het praktisch nut te doen was. In deze jaren maakte hij onder meer Ida Quekels het hof met gedichten.

### Benoeming tot drost van Muiden (1609)
In de eerste helft van 1608 verbleef Hooft in Parijs en in 1609 als eerste niet-edele aangesteld als drost van Muiden en baljuw van het Gooiland. Hooft vertegenwoordigde het gezag en was verantwoordelijk voor de openbare orde: 'Hij moest leiding geven aan de rechtsprekende instanties, bovendien ging hij over zaken als houtvesterij en jachtrecht en was hij dijkgraaf.' Ook trad hij bij conflicten op als bemiddelaar. In 1610 trouwde hij Christina van Erp, met wie hij op het Muiderslot ging wonen. Vanwege de kou overwinterden ze aan de Amsterdamse Keizersgracht.
In 1615 verloren Hooft en zijn vrouw hun vier weken oude dochtertje Geertruid. In al deze jaren was Hooft actief als (toneel)dichter, maar in 1618 begon de geleidelijke overgang naar het proza toen hij begon aan de biografie van Hendrik IV. In 1620 stierf hun nog geen twee jaar oude tweede zoon Arnout, waarna ze in 1621 hun volgende zoon weer Arnout noemden. In 1623 stierf hun oudste zoon Cornelis. In 1624 stierf ook Arnout en eveneens Hoofts drieëndertigjarige echtgenote Christina. Hoofts ouders overleden in 1626 en 1627.
De dood van zijn echtgenote bezorgde Hooft een 'naere nacht van benaude drie jaeren', waarin hij zich vasthield aan zijn levensbeschouwing, die Knuvelder omschrijft als 'meer epicurisch dan stoïsch christendom', dat wil zeggen 'een antiek gekleurd noodlotsbesef met christelijke inslag'. In Hoofts visie bevond zich tussen God en de mens het wispelturige noodlot, dat op een mysterieuze en voor de mens onkenbare wijze de wereldorde bepaalt volgens Gods wil, waarbij voortdurend lotswisseling optreedt. Een zekere mate van stoïcisme is de beste instelling om hiermee om te gaan, maar leidt wel tot een passieve levenshouding, ook als het om godsdiensttwisten ging. Het stond de libertijn Hooft tegen als voor een religie geijverd werd, of dat nu de calvinisten betrof of Vondel, die tot het katholicisme overgegaan was.

### Muiderkring
In 1627 was de crisis over en had Hooft in de tweeëndertigjarige weduwe Heleonora Hellemans uit Antwerpen een nieuwe echtgenote gevonden, met wie hij op 30 november trouwde. In deze periode ontving Hooft in de zomer geleerde en kunstzinnige vrienden op het Muiderslot, die zodoende een zomervakantieoord geboden werd dat in de negentiende eeuw aanleiding gaf van een Muiderkring te spreken. Volgens Knuvelder gaat het min of meer om een voortzetting van de bijeenkomsten ten Amsterdamse huize van de in 1620 overleden Roemer Visscher. Het ging daarbij niet, zoals de mythe wil, om een vast gezelschap dat op vaste tijden bijeenkwam, maar om toevallige en incidentele ontmoetingen. Het Muiderslot was het middelpunt van 'een geheel open, gastvrij aangenaam gezelligheidsleven op hoog artistiek peil met wisselende gasten. Allerlei vooraanstaande figuren, evengoed dichters als staatslieden, zangeressen en jonge vereerders van de grote dichters, ontmoetten hier elkaar, men maakte muziek, men zong, men droeg er zijn gedichten of zijn toneelstukken voor, en als de gasten huiswaarts waren gekeerd, correspondeerde men met elkaar, in proza of versvorm.'

### Historicus
Omstreeks 1623 zette Hooft zich aan het vertalen van Tacitus, waarmee hij in 1635 klaar was. Tacitus was Hoofts lievelingsauteur, volgens biograaf Gerard Brandt niet alleen vanwege diens kernachtige stijl, evenzeer een kenmerk van Hoofts eigen stijl, maar ook vanwege de overeenstemming in beider staatkundige opvattingen. Tijdens het werken hieraan verscheen in 1626 ook Hendrik de Grote, zijn leven en bedrijf, een biografie van Hendrik IV van Frankrijk. In 1639 verhief de Franse koning Hooft tot Ridder in de orde van Sint-Michiel en werd hem de erfelijke adel verleend.
In 1628 begon Hooft aan zijn ambitieuze plan om de onafhankelijkheidsoorlog te beschrijven en tien jaar later waren de eerste twintig boeken van de Nederlandsche Historien af. Knuvelder noemt dit project 'het machtigste prozawerk dat de zeventiende eeuw heeft opgeleverd, een monumentaal historiewerk over de opstand tegen Spanje'.

### Overlijden
Tijdens de begrafenis van Frederik Hendrik van Oranje in Den Haag, vatte Hooft een kou en werd vervolgens ernstig ziek. Hij overleed op 21 mei 1647. Zijn graf is in de Nieuwe Kerk te Amsterdam.

### Politiek
Hooft gebruikte zijn toneelstukken om zijn gematigd-orangistische staatkundige opvattingen te uiten. Hij hield er een neo-stoïcijnse, humanistische levensbeschouwing op na, zonder een religie te belijden. Hooft behoorde dan ook tot geen enkel kerkgenootschap, maar kerkte bij de hervormde kerk. In de strijd tussen de katholieken en protestanten, die zo'n belangrijke rol hadden gespeeld bij het uitbreken van de Nederlandse Opstand, koos hij geen partij.

## Werk

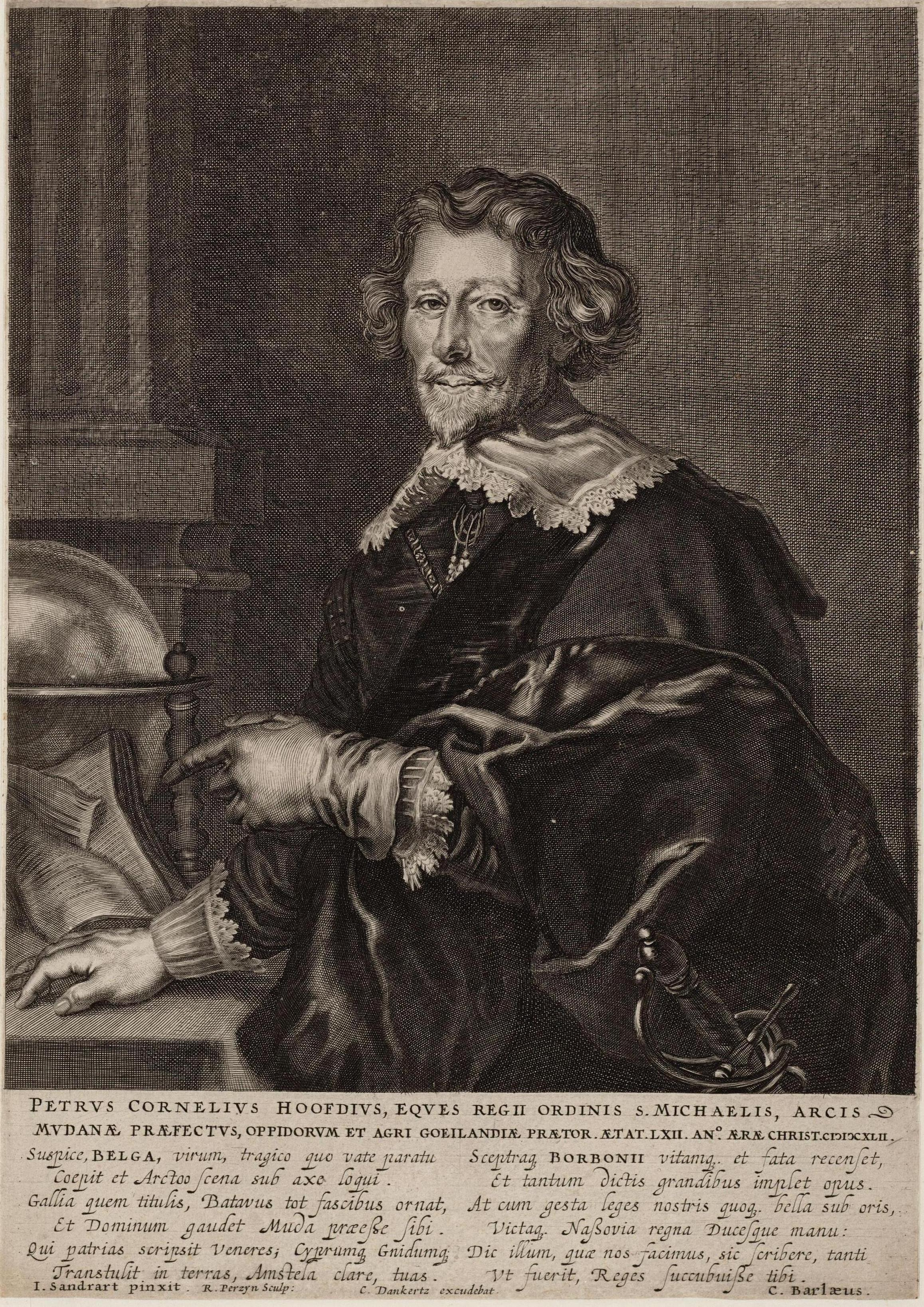
Portret van P.C. Hooft uit 1642

Het werk van Hooft is door de veelal aan het Latijn ontleende zinsconstructies in combinatie met het gebruik van zowel archaïsmen als neologismen moeilijk leesbaar. Zo luidt zijn vertaling van Catullus' beroemde versregel Passer, deliciae meae puellae (Het musje, de lieveling van mijn meisje): 'T musje, lusje van mijn meisje.' Het neologisme 'lusje' sorteert een effect dat literatuurwetenschapper J.J. Oversteegen tot de loftuiting bracht dat hij zich 'nauwelijks een geraffineerder en spontaner klankspel voorstellen' kon. Er zijn inmiddels hertalingen beschikbaar, waardoor het beter toegankelijk is geworden.

### Toneelstukken
Waarschijnlijk op vrij jonge leeftijd, mogelijk nog voor zijn reis naar Italië, schreef Hooft het Senecaanse toneeldrama Achilles en Polyxena. Dit geldt als het eerste Nederlandse klassieke treurspel, al staan de reizangen niet aan het slot van maar midden in de bedrijven en voldoet het niet aan de eenheid van tijd en plaats. In 1605 schreef hij het herdersspel Granida. Dit laatste toneelspel bevatte de twee herdersfiguren Dafilio en Granida en was een in de 17e eeuw veelvoorkomend schildersonderwerp. De bekendste werken van Hooft zijn de historische treurspelen Geeraerdt van Velsen uit 1613 en Baeto (1617). Beide toneelstukken hebben het beeld van de Nederlandse geschiedenis sterk beïnvloed: dat van de moord op Graaf Floris V (Geeraert) en dat van de rol van de Bataven bij de totstandkoming van Nederland. Het blijspel Warenar dat hij in 1617 samen met Samuel Coster schreef, gebaseerd op Plautus' Aulularia, was tamelijk succesvol.

### Liefdeslyriek
Een vertaald liefdessonnet van Petrarca is het oudst bewaard gebleven werk van Hooft. Het is gesigneerd met 'Min is Hooft', wat volgens Fens twee leesmogelijkheden insluit: 'de liefde is hoofdzaak en Hooft is de mindere (van Petrarca).' Hooft schreef ongeveer vijftig sonnetten. Bekende sonnetten zijn 'Mijn lief, mijn lief, mijn lief' uit 1610 en 'Gezwinde grijsaard' uit 1611. Hooft voegde ook sonnetten toe aan zijn bundel erotische emblema Emblemata amatoria uit 1611. Hooft heeft daarbij zijn voordeel gedaan met de poëtische techniek waarmee de renaissance de gevoelsuiting ondersteunde. Hooft bestudeerde het sonnet dat hij van Petrarca kende en beoefende het genre met liefde en meesterschap: 'inderdaad behoort zijn vijftigtal sonnetten tot de fraaiste van onze letterkunde.' Busken Huet noemde Hoofts sonnetten werken van 'verheven schoonheid' en Knuvelder typeert Hoofts sonnetten als volgt:
Bijzonder gelukkig is Hooft hier in de brede zwaai waarmee hij het octaaf tot zijn hoogtepunt voert in verheven plechtigheid, om dan in het sextet geleidelijk uit te vloeien en tot gelijkmatige rust te dalen. Meesterlijk is hij in de suggestieve evocatie van wat hij wenst uit te beelden (...) Dynamisch is ook de ritmische golf, die, parallel lopend met de gedachte-golf, opvoert en uitvloeit. In zijn sonnetten bereikt Hooft een der hoogste toppen van onze nationale dichtkunst; hierom mocht hij (...) met recht als hoofd der Nederlandse poëten geëerd worden.
De al genoemde bundel Emblemata amatoria uit 1611 bevat dertig Liefdesemblemen, in navolging van Alciato die het genre in 1531 uitvond. Het gaat om allegorische prenten die in drie talen – Latijn, Nederlands en Frans – van bijschriften zijn voorzien. Getoond wordt de kracht van de liefde, waarvan Cupido het symbool is. Behalve deze emblema bevat de bundel ook liederen en andere gedichten, zoals sonnetten waaronder het beroemde Mijn lief, mijn lief, mijn lief.
Daarnaast schreef hij tal van liederen, zowel voor het toneelstuk 'Granida' als andere. Sommige van deze liederen haalden de populaire liedboekjes, zoals het kattenbelletje 'Galatea, siet den dach comt aen'. Een ander, nog steeds gebloemleesd lied is 'Klare, wat heeft er uw hartje verlept.'

### Nederlandsche Historien
Hooft begon in 1628 aan zijn levenswerk, de Nederlandsche Historien. Tot zijn dood in 1647 werkte hij hieraan. Zevenentwintig delen zijn verschenen, waarvan de laatste zeven postuum. In 1618, dus tijdens het Twaalfjarig Bestand, had hij het idee gekregen om een groot werk over de recentste nationale geschiedenis te schrijven dat onder andere moest handelen over de Tachtigjarige Oorlog, die toen nog de Vaderlandse Oorlog heette. Volgens Hoofts biograaf Brandt was hij al lang daarvoor bezig met de bestudering van de klassieke geschiedschrijvers. In 1628 startte hij zijn werk en in 1642 werd Nederlandsche Historien gepubliceerd bij Louis Elsevier te Amsterdam. Dit monumentale werk beschrijft de periode van 1555 (de troonsafstand van keizer Karel V) tot en met de moord op Willem van Oranje in 1584. Hooft heeft zijn werk door zijn overlijden op 66-jarige leeftijd in 1647 niet kunnen voltooien. In 1654 verscheen bij Joan Blaeu Vervolgh der Neederlandsche historien met daarin zijn beschrijving van de geschiedenis tot het jaar 1587. Hooft ging grondig te werk en stelde zich persoonlijk op de hoogte van de gebeurtenissen, zodat zijn beschrijvingen de kracht kregen van een ooggetuigenverslag. De schrijfstijl is een bewuste imitatio van de stijl van Tacitus.

### Brieven
Hoe verzorgd een brief ook geschreven is, de vraag blijft of brieven als een literair genre kunnen gelden. De brieven van Hooft zijn hoe dan ook steeds opnieuw uitgegeven en staan de lezer dus net zo goed ter beschikking als de andere geschriften. De reden voor die uitgaven zijn de verfijnde literaire vormgeving van veel van zijn brieven, die geheel beantwoordt aan het verschijnsel 'epistolaire kunst' dat in de renaissance school maakte. Hooft beoefent die kunst op zodanig niveau dat zijn correspondentie steeds weer uitgegeven wordt.

## Waardering
In de achttiende en negentiende eeuw raakte Hooft uit de belangstelling, maar de herdenking van zijn driehonderdste geboortejaar in 1881 bracht hem opnieuw onder de aandacht, die aanvankelijk alleen zijn persoon betrof. De editie van zijn Gedichten in 1900 bracht ook zijn werk weer in de belangstelling.
Volgens Gerrit Komrij komt bij Hooft alles neer op 'dans en licht, op springerigheid en ruimte', is hij 'nooit bedompt' en zingt hij 'niet in een kerk, maar onder de hemelkoepel.' Samen met Gorter is Hooft de grote man van 'de openluchtpoëzie' en aldus onderscheiden van de 'stoet binnenhuisdichters'.
Vestdijk noemde Hooft een 'prozagenie', die het Nederlands met een zekere ongegeneerdheid had ontworsteld aan de navolging van het voorname Latijn.

### Hooft als modern dichter
Literatuurcriticus Kees Fens beschouwt Hooft om drie redenen als de eerste moderne dichter in de Nederlandse taal. Deze dichter is namelijk 'de eerste uit onze literatuurgeschiedenis die op gehoorsafstand spreekt van de moderne lezer' en dus nog steeds verstaanbaar. Hooft nam uit zijn reis door Italië een beeldenwereld mee terug en gebruikt de oorspronkelijke verwijzingen naar Christus 'op een wijze die men misschien het best als geseculariseerd kan betitelen. En ook daarin is hij modern.' Christus fungeert nog slechts als illustratie en de grens van de dichter is niet langer God, maar het uitspansel. Ten slotte is Hooft 'ook hierin modern: hij werkt en leeft met flarden van een overgeleverde cultuur die hij in een nieuw verband tracht te voegen en daarmee nieuwe betekenis tracht te geven.'

## Eerbetoon
De chique P.C. Hooftstraat in Amsterdam, in de volksmond ook wel "de PC", is naar Hooft genoemd. Hetzelfde geldt voor de in 1947 ingestelde prestigieuze P.C. Hooft-prijs en de Pieter Corneliszoon Hooft, een Nederlands passagiersschip. Ook het P.C. Hoofthuis, het faculteitsgebouw van de faculteit der geesteswetenschappen van de Universiteit van Amsterdam, is naar hem vernoemd.
- Biblioteca Nacional de España: XX1680733
- Bibliothèque nationale de France: cb12529561g (data)
- Biografisch Portaal: 94854639
- Digitale Bibliotheek voor de Nederlandse Letteren: hoof001
- Gemeinsame Normdatei: 118706950
- International Standard Name Identifier: 0000 0001 0917 5868
- Library of Congress Control Number: n80038022
- Nationale Bibliotheek van Tsjechië: kup19980000039919
- Nationale bibliotheek van Australië: 35719706
- Nationale Bibliotheek van Israël: 987007271788105171
- Nederlandse Thesaurus van Auteursnamen: 068339135
- RKD-Nederlands Instituut voor Kunstgeschiedenis: 485998
- LIBRIS: 189640
- Système universitaire de documentation: 034551417
- Trove: 1057025
- Union List of Artist Names: 500724160
- Virtual International Authority File: 76426055
- WorldCat: E39PBJmXKQWTgFdVfq8fxBCmh3